# Ziwuxiang (ort i Kina, Shaanxi, lat 33,19, long 108,04)
Ziwuxiang är en ort i Kina. Den ligger i provinsen Shaanxi, i den nordvästra delen av landet, omkring 140 kilometer sydväst om provinshuvudstaden Xi'an. Antalet invånare är 2 169. Befolkningen består av 1 001 kvinnor och 1 168 män. Barn under 15 år utgör 14,0 %, vuxna 15-64 år 69 %, och äldre över 65 år 16,0 %.
Runt Ziwuxiang är det ganska tätbefolkat, med 96 invånare per kvadratkilometer. Närmaste större samhälle är Sangxixiang, 2,9 km väster om Ziwuxiang. I omgivningarna runt Ziwuxiang växer i huvudsak blandskog.
Genomsnittlig årsnederbörd är 1 075 millimeter. Den regnigaste månaden är juli, med i genomsnitt 217 mm nederbörd, och den torraste är december, med 2 mm nederbörd.